# Elsa Barraine
Elsa Barraine, née le 13 février 1910 à Paris 18e et morte le 20 mars 1999 à Strasbourg, est une compositrice française.

## Carrière

### Famille
Le père d'Elsa Barraine, Alfred Barraine, est violoncelliste soliste à l'orchestre de l'Opéra et membre de la Société des concerts du Conservatoire. Sa mère chante dans les chœurs de la Société des concerts du Conservatoire. 

### Formation
Elsa Barraine quitte l'école à 9 ans pour entrer dans la classe de solfège du Conservatoire de Paris (Gabriel Fauré en est le directeur depuis 1905), puis dans la classe de piano préparatoire. Elle obtient un premier prix d'harmonie (classe de Jean Gallon) à 15 ans, puis les premiers prix de fugue (classe de Georges Caussade), de contrepoint et d'accompagnement au piano. Sur le conseils du directeur, elle entre dans la classe de composition de Charles-Marie Widor en 1927 (puis de Paul Dukas à partir de 1928, avec qui elle se liera d'amitié). 

### Carrière de musicienne
En 1929, âgée seulement de dix-neuf ans, Elsa Barraine obtient le premier grand Prix de Rome (22 voix sur 31) avec sa cantate La Vierge guerrière, trilogie sacrée sur Jeanne d'Arc d'après un poème d'Armand Foucher. 

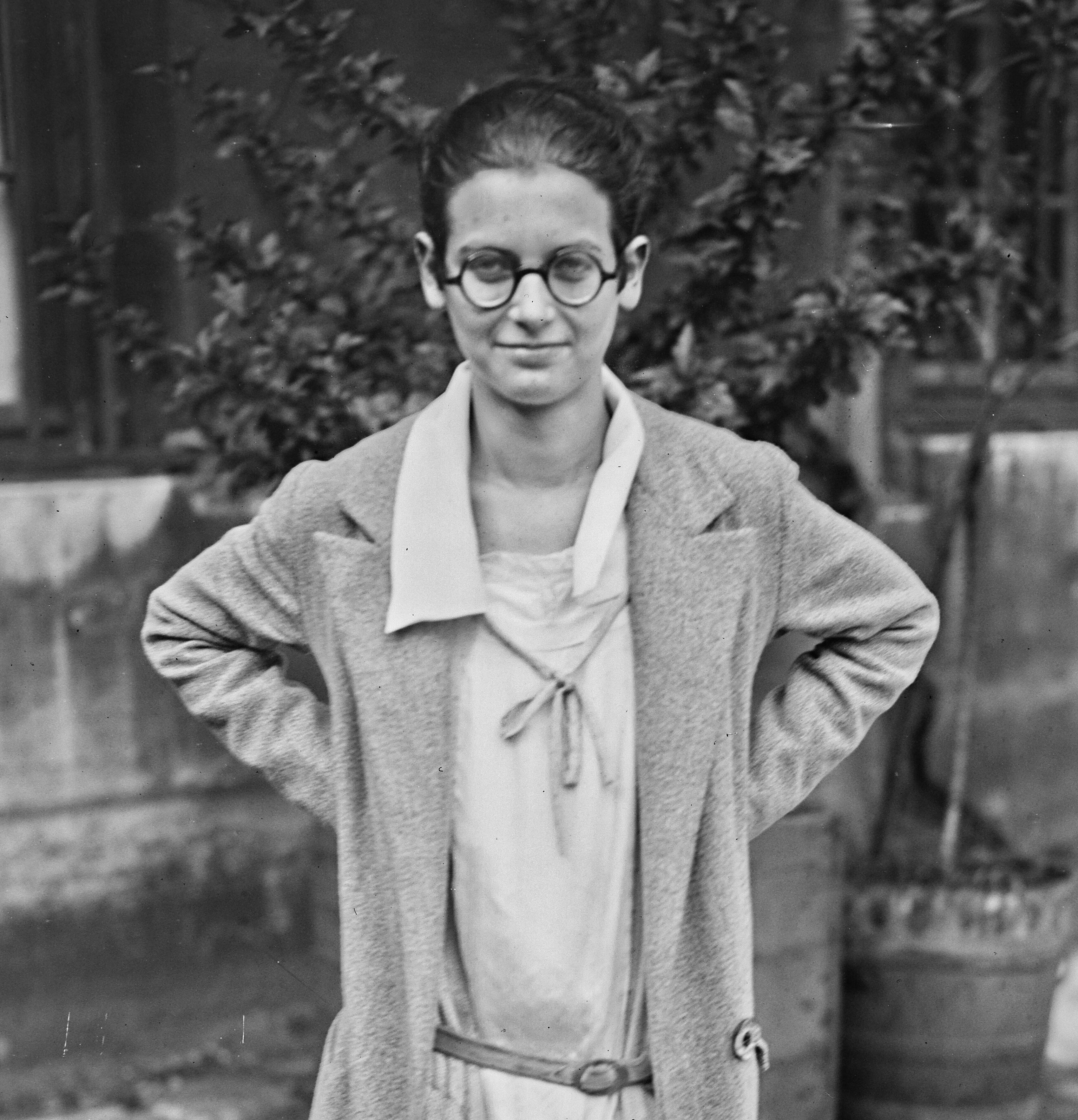
Elsa Barraine (1929) lors de sa victoire au Grand Prix de Rome.

En 1934, de retour de la Villa Médicis à Rome, elle devient pianiste pour les chœurs Félix Raugel, rattachés à la Radiodiffusion nationale. De 1936 à 1940, elle est chef de chant à l'Orchestre national de la Radiodiffusion française. À partir de 1937, elle commence à s'impliquer dans la Fédération musicale populaire, formation soutenue par le Front populaire qui promeut l'éducation musicale populaire et le chant choral. En 1938, après les accords de Munich, elle adhère au Parti communiste français. 
En 1941, elle fonde, avec Roger Désormière et Louis Durey, le Front national des musiciens. Rattaché au mouvement de résistance du PCF, le Front national pour la libération et l'indépendance de la France, ce groupement rassemble majoritairement des compositeurs ainsi que des musiciens, et s'engage contre la propagande nazie dans le domaine de la musique. Après avoir été relâchée une fois par la police, et avoir échappé à une arrestation de la Gestapo, elle entre en clandestinité en 1944 sous le nom de Catherine Bonnat ou Catherine Bonnard. 
À la Libération, elle fait partie des comités d'épuration et de restructuration de la vie musicale française. Personnalité en vue au sein des intellectuels communistes, elle écrit pour L'Humanité et pour Ce soir. Elle travaille également pour les Éditions du Chant du Monde. En 1949, elle fonde avec Serge Nigg, Roger Désormière, Louis Durey et Charles Koechlin l'Association française des musiciens progressistes, laquelle s'inspire des idées du Manifeste de Prague en réaction au formalisme et à l'abstraction de « l'art bourgeois ». En décembre 1949, elle quitte le Parti communiste français,. 
Elle compose la musique de nombreux films et pièces de théâtre, collaborant notamment avec Jean Grémillon, Louis Daquin, Jacques Demy, Jean-Paul Le Chanois, Charles Dullin, Jean Mercure, Jean-Louis Barrault... 
De 1952 à 1974, elle enseigne comme professeur au Conservatoire national supérieur de musique de Paris, où elle devient titulaire d'une classe d'analyse en 1969. En 1972, elle est nommée inspectrice des théâtres lyriques nationaux à la Direction de la Musique du ministère de la Culture.

## Compositions
- Héraclès à Delphes, cantate (1928)[1]
- La Vierge guerrière, cantate du prix de Rome (1929)[9]
- 2 Préludes et fugues, orgue (1929)
- Prélude, pour piano (1930)
- Harald Harfagard, variations symphoniques d'après H. Heine (1930)
- Symphonie no 1 (1931)
- Quintette à vent (1931)
- Il y a quelqu'un d'autre je pense, pour chant et piano (1931)[1]
- Le Roi bossu, opéra-comique en un acte, livret d'Albert Carré, créé le 17 mars 1932 à l'Opéra-Comique[10]
- Pogromes, pour orchestre (1933)
- Fantaisie concertante pour piano et orchestre (1933)
- 3 Chansons hébraïques (1935)[1]
- Crépuscules, pour cor d'harmonie et piano (1936)
- Élégie et ronde, pour flûte et piano (1936)
- Hommage à Paul Dukas, pour piano (1936)
- 4 Chants juifs (1937)[1]
- Symphonie no 2, dite "Voïna" (1938)[11]
- Avis, sur un texte de Paul Éluard[12], pour chœur et orchestre (1944), à la mémoire de Georges Dudach[1]
- Suite astrologique, pour petit orchestre (1945)
- Song koï (Le Fleuve rouge), poème symphonique (1945)
- musique de scène (Bruxelles, 1946) pour la pièce Mégarée de Maurice Druon, en 3 actes[1]
- Improvisation, pour saxophone (1947)
- Le mur, ballet sur un argument de Renaud de Jouvenel (1947)[1]
- Poésie ininterrompue (1948)
- Variations pour percussion et piano (1950)
- la Chanson du mal-aimé, ballet (1950) en 11 tableaux et un prologue sur un argument de Jean-Jacques Etchevery, créé à l'Opéra-Comique le 12 janvier 1951[13]
- Claudine à l’école, ballet de Colette (1950)[1]
- La Berceuse irlandaise (1950), pièce lue de Julien Blanc
- la Nativité (1951)
- Suite juive, pour violon et piano (1951)
- Les Cinq plaies, cantate sur un texte de Michel Manoll (1953)[1]
- Hommage à Prokofiev, pour orchestre (1953)
- Fanfare de Printemps, pour cornet et piano (1954)
- Cantate du vendredi saint (1955)
- 3 Ridicules, pour orchestre (1955)
- le Livre des morts tibétain
- Andante & Allegro (1958), pour saxhorn en si bémol et piano
- Les paysans, cantate sur un poème d'André Frénaud (1958)[14]
- Christine (1959)
- Chien de paille, pour tuba (1966)
- Musique rituelle pour orgue, gong, tam-tam et xylo-rimba (1967)[15]
- Marche du printemps sans amours, piano seul
- La Boîte de Pandore pour piano (1982)

## Récompenses et distinctions
- Premier prix de Rome en 1929 pour sa cantate La Vierge guerrière sur un poème d'Armand Foucher

## Décorations
- Chevalière de l'ordre des Arts et des Lettres[8]

## Hommages
- Depuis 2023, le patio situé au rez-de-chaussée du Conservatoire national supérieur de musique et de danse de Paris a été renommé « Patio Elsa Barraine » en hommage à la compositrice et professeure qui y enseigna de 1952 à 1974[16].